# Орел або решка
«Орел або решка» («Testa o croce») — італійський фільм-вестерн 1969 року, знятий режисером П'єро П'єротті.

## Сюжет
1892 рік, невелике містечко Плата, штат Техас. Салунову танцівницю Шанду звинувачують у вбивстві банкіра, яке вона не робила. Бажаючи врятувати дівчину від лінчування, шериф вирішує вивезти її із міста. Для цього він виділяє їй двох конвоїрів, які в дорозі гвалтують Шанду і кидають помирати в пустелі, де її підбирає бандит на прізвисько Чорний Талісман. Перейнявшись до дівчини симпатією, Талісман вирішує допомогти їй помститися ґвалтівникам і знайти справжнього вбивцю.

## У ролях
- Джон Еріксон — Вілл
- Франко Лантьєрі — шериф
- Шпела Розін — Шанда
- Едвіж Фенек — Мануела
- Сільвана Баччі — роль другого плану
- Паскуале Базіле — роль другого плану
- Теодоро Корра — роль другого плану
- Франко Дадді — роль другого плану
- Антоніетта Фйоріто — роль другого плану
- Дада Галлотті — роль другого плану
- Лоріс Гіцці — роль другого плану
- Ренато Наварріні — роль другого плану
- Уго Пальяї — роль другого плану
- Марія Тереза П'яджо — роль другого плану
- Ізарко Равайолі — роль другого плану
- Даніела Суріна — Сибілла Бертон
- Мара Веньє — роль другого плану
- Маріо Бернарді — роль другого плану

## Знімальна група
- Режиссер — П'єро П'єротті
- Сценарист — П'єро П'єротті
- Продюсер — Джоланда Бенвенуті
- Оператор — Фаусто Дзукколі
- Композитор — Карло Савіна
- Художник — Фабріціо Фрісарді